# Decasa
Decasa es un canal de televisión por suscripción español, propiedad de AMC Networks International Southern Europe. El canal emite programación orientada al estilo de vida.

## Historia
El 1 de mayo de 2007 comenzaron las emisiones en pruebas del canal Decasa, que ofrecía solo cortinillas promocionales sobre los contenidos que próximamente tendría el canal. El 14 de mayo de 2007 Decasa inició sus emisiones regulares en  Hispasat, pero codificando su señal ya que ésta sirve para que los operadores la distribuyan a sus clientes. Ese mismo día también empezó la emisión del canal en la plataforma de televisión IPTV Movistar TV.
El 1 de enero y 4 de enero de 2008 en Digital+ (actualmente Movistar+) y ONO (actualmente Vodafone TV), respectivamente, se incorporaron a sus ofertas de televisión Decasa y The Biography Channel.
El 29 de febrero de 2013 los canales Decasa, BBC World News y Bloomberg se añadieron al dial de Telecable.
El 13 de octubre de 2013 se anunció que Decasa se sumaría al conjunto de canales que forman la nueva Orange TV, aunque su emisión en la plataforma comenzó el 30 de octubre.
El 1 de noviembre de 2013 se lanzó la señal en alta definición Decasa HD, disponible en ONO (actualmente Vodafone TV), Telecable y Orange TV.
En junio de 2017 está previsto que el canal comience a emitir en 4K UHD.
El 31 de diciembre de 2024, cesó sus emisiones en Movistar Plus+ por desacuerdos entre Movistar y AMC

## Programación actual
La oferta del canal se organiza en programas de media hora de duración y en breves secciones que están presentadas por especialistas en cada una de las diferentes materias que aborda el canal. Algunos de los programas en emisión son:
- 30 metros
- Al final de mi correa
- Balcones y terrazas
- Bricodeco
- Bricolocus
- Casa con estilo
- Casas con firma
- Casas ecológicas
- Changing rooms
- Como en casa
- Con otro aire
- Con tus propias manos
- Curar con plantas
- De mascotas
- Divine Design
- El rastro
- El rey del reciclaje
- En forma
- Escuela de perros
- Espacio singular
- Espacios verde
- Esta casa es mía
- Feng Shui
- Jardín al día
- La cocina de tus sueños
- Las cosas decasa
- Los asalta casas
- Manos y colores
- Moda in Spain
- Padres en apuros
- Renovar m armario
- Restaur-arte
- S.O.S. decasa
- Sin salir de casa
- Soluciones a mano
- Tela, papel, tijeras
- Tendencias
- Un bebé en casa
- Visto y hecho
- ¡Qué caos de casa!
- Programas de reformas presentado y conducido por los hermanos Drew Scott y Jonathan Silver Scott por toda Canadá y Estados Unidos
  - Property Brothers,
  - Comprando y vendiendo,
  - Brother vs. Brother,
  - At Home y
  - Celebrity IOU.
- «Duelo de Manitas» con Tim Allen y Richard Karn